# Ptolemais in Libya

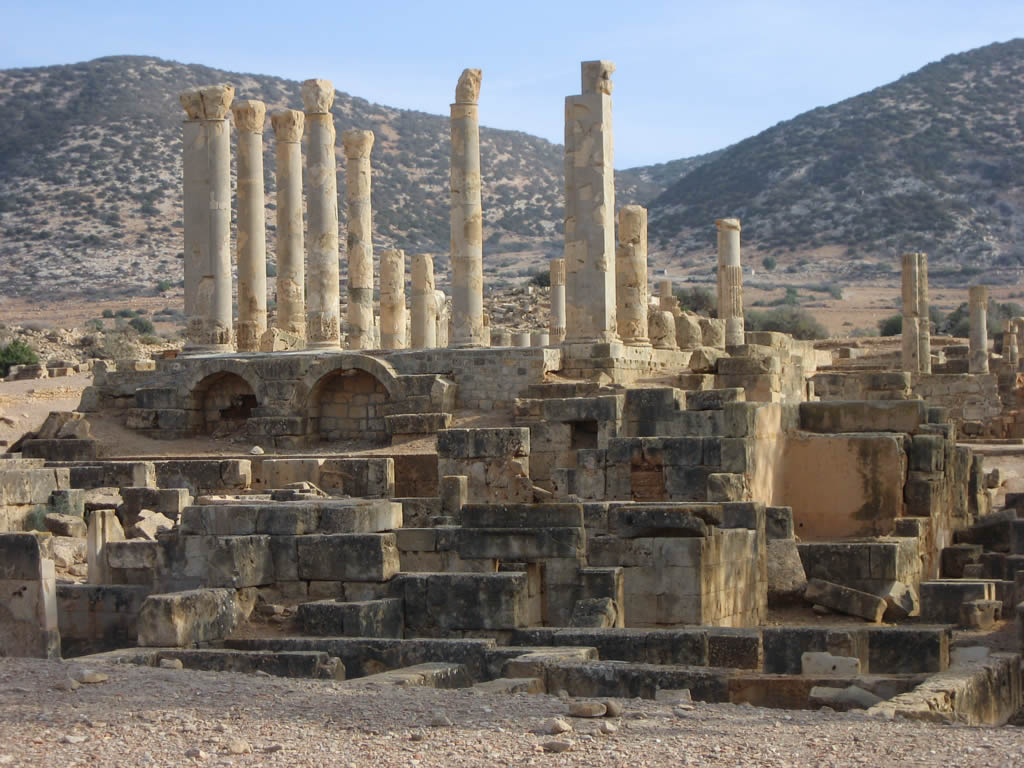
Ruiny starożytnego miasta Ptolemaida

Ptolemais in Libya (łac. Diocesis Ptolemaidensis in Libya) – stolica historycznej diecezji w Cesarstwie rzymskim w prowincji Libia Pentapolitana, zlikwidowana w VII w. podczas ekspansji islamskiej. Ruiny starożytnego miasta Ptolemaida.  Współcześnie w północnej Libii. Obecnie katolickie biskupstwo tytularne. 

## Biskupi tytularni
| Lp. | Biskup             | Funkcja                            | Od               | Do              |
| --- | ------------------ | ---------------------------------- | ---------------- | --------------- |
| 1   | Fédéric-Henri Oury | emerytowany arcybiskup Algieru     | 29 kwietnia 1909 | 6 lutego 1921   |
| 2   | Cesare Orsenigo    | nuncjusz apostolski                | 23 czerwca 1922  | 1 kwietnia 1946 |
| 3   | Carlo Angeleri     | biskup pomocniczy Tortony (Włochy) | 7 sierpnia 1948  | 22 maja 1979    |
| 4   | Cyril Vasiľ        | urzędnik Kurii Rzymskiej           | 7 maja 2009      | 24 czerwca 2021 |